# Нестрой-плац (станція метро)
48°12′56″ пн. ш. 16°23′09″ сх. д. / 48.2155° пн. ш. 16.3859° сх. д.
«Нестрой-плац» (нім. Nestroyplatz, в перекладі — площа Нестроя) — станція Віденського метрополітену, розміщена на лінії U1 між станціями «Шведен-плац» та «Пратерштерн». Відкрита 24 листопада 1979 року у складі дільниці «Штефанс-плац» — «Нестрой-плац».
Розташована в 2-му районі Відня (Леопольдштадт), під вулицею Пратер-штрасе. Названа за площею поблизу, яка названа на честь актора і драматурга Йоганна Нестроя.